# Église Saint-Nicolas d'Hérémence
Pour les articles homonymes, voir Église Saint-Nicolas.
L'église Saint-Nicolas d'Hérémence est une église catholique à Hérémence et une œuvre majeure d'architecture moderne en Suisse, témoin du courant brutaliste.

## Historique
L'ancienne église paroissiale, de 1770, fortement ébranlée par un tremblement de terre en 1946, a dû être démolie en 1967. On a récupéré une partie du mobilier religieux, dont les tableaux et les statues, qui ont été replacés dans le nouvel édifice.
En 1961, un concours d'architecture en vue d'une reconstruction complète suscite une quinzaine de projets, dont émerge celui de Walter Förderer (de), architecte-sculpteur à Bâle. Le bureau d’architectes Morisod, Kyburz, Furrer collabore à l'œuvre et est chargé de sa réalisation. La première pierre est bénie en 1968 et le chantier s'achève trois ans plus tard, en octobre 1971.
Les cloches proviennent de la fonderie Eschmann à Wil[réf. nécessaire]. L'orgue, composé de 23 jeux, est livré par la manufacture Hans-J. Füglister, de Grimisuat, en 1972.
Cette église à forte présence monumentale s'adapte à la configuration abrupte du terrain. Elle s'accroche à la pente par une succession de volumes bâtis, d'escaliers et d'esplanades, que domine le clocher, ressemblant à une tour. Ces formes complexes, ajourées de percements anguleux, en font une véritable sculpture en béton brut.
D'une capacité totale de 1 500 places avec 500 places assises, l'édifice domine de 37 m. la place du village.
L'intérieur, avec ses sièges disposés en hémicycle autour de la chaire, de l'autel et des fonts baptismaux contemporains, donne, avec ses formes heurtées, l'impression d'une grotte entourée de galeries qui permettent les circulations à plusieurs niveaux. Une grande partie du mobilier religieux de l'ancienne église a été réutilisée, notamment un grand Christ en bois, du XIe siècle, diverses statues, dont celle de saint Nicolas, ainsi que les tableaux peints à l'huile du chemin de croix (œuvres d'un peintre anonyme, mais données en 1774 par le capitaine Jean Mayoraz).
Cet édifice remarquable fait partie des biens culturels d'importance nationale en Suisse.

## Galerie

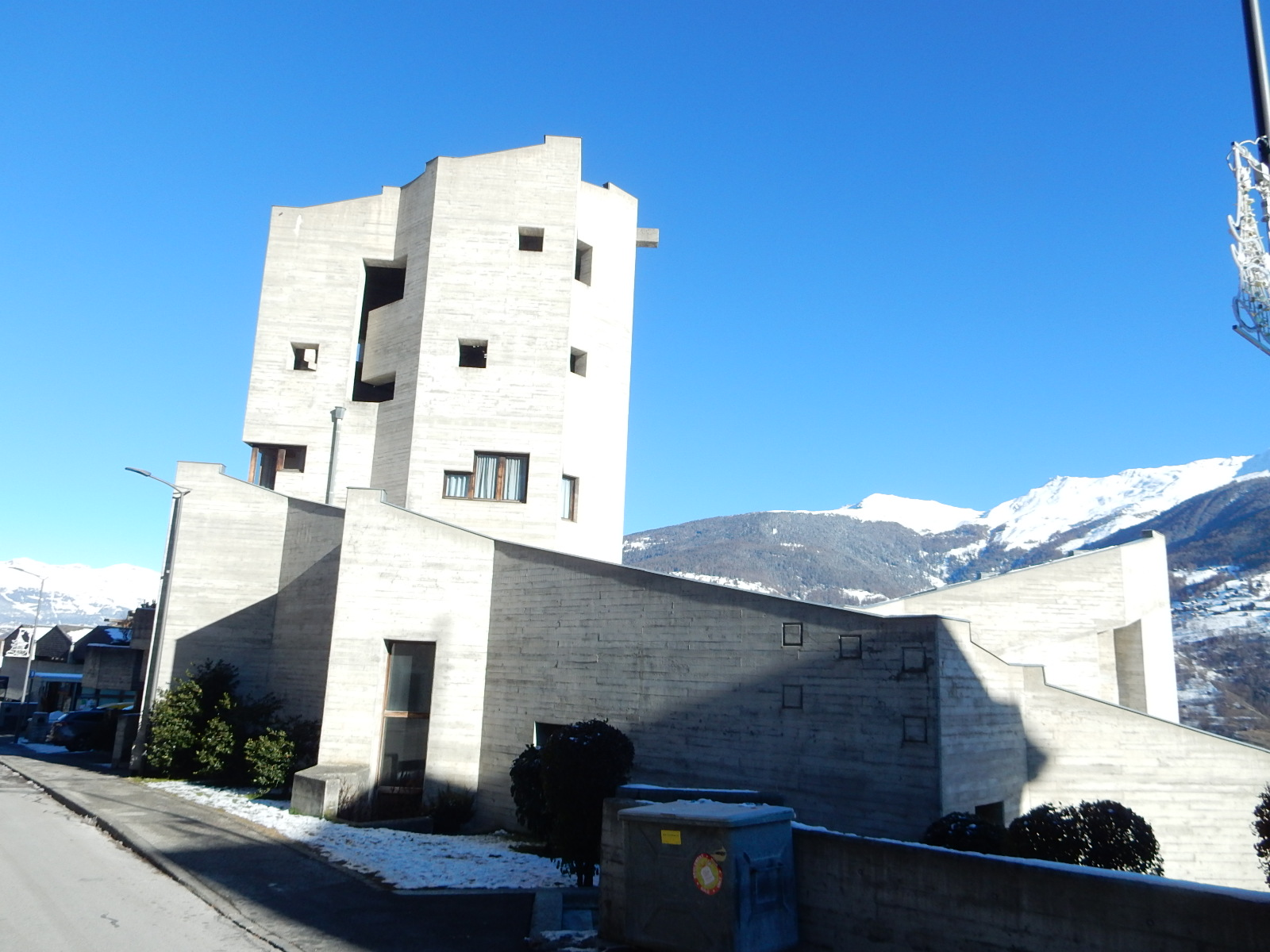
Vue du sud
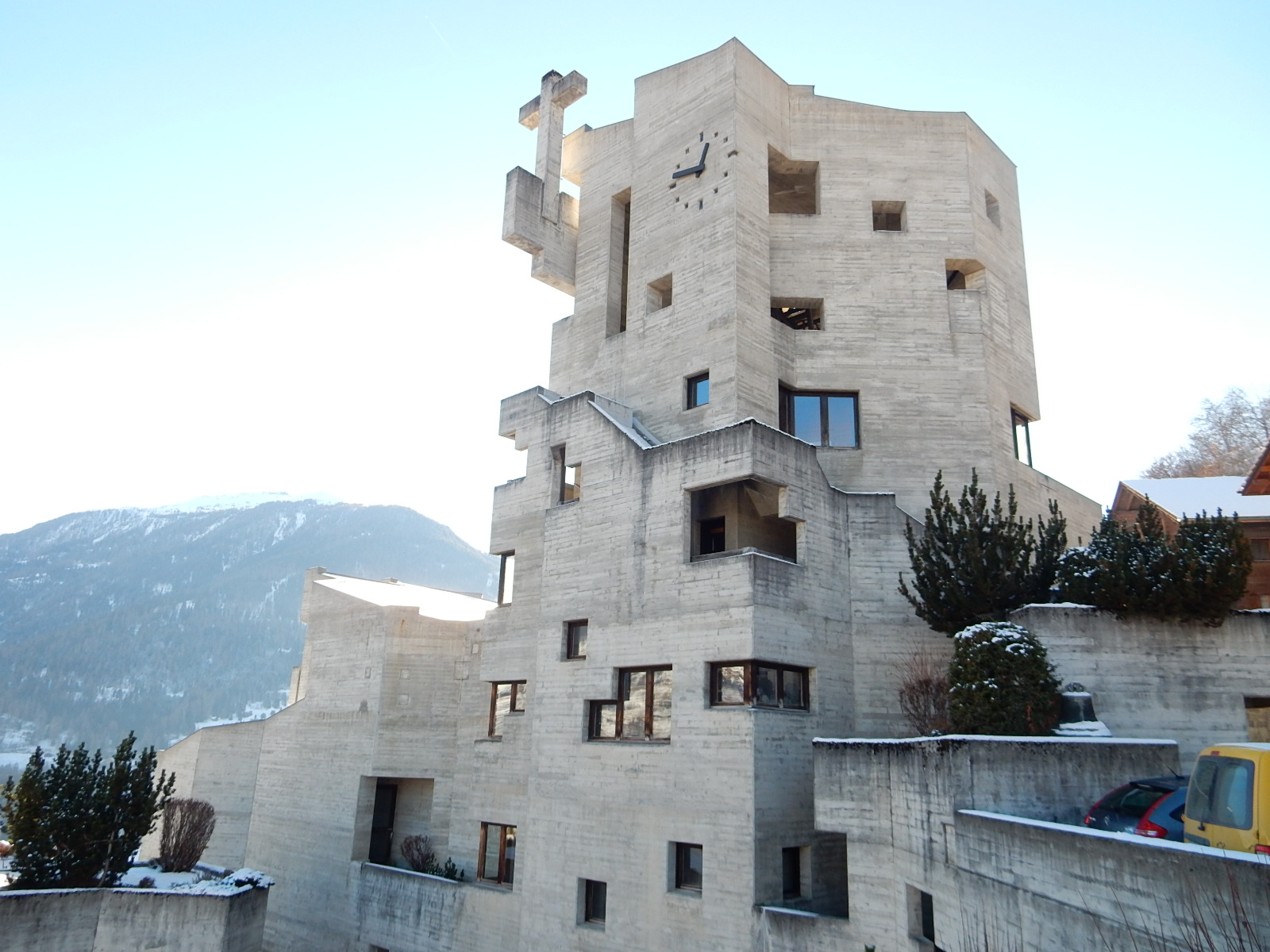
Vue du nord
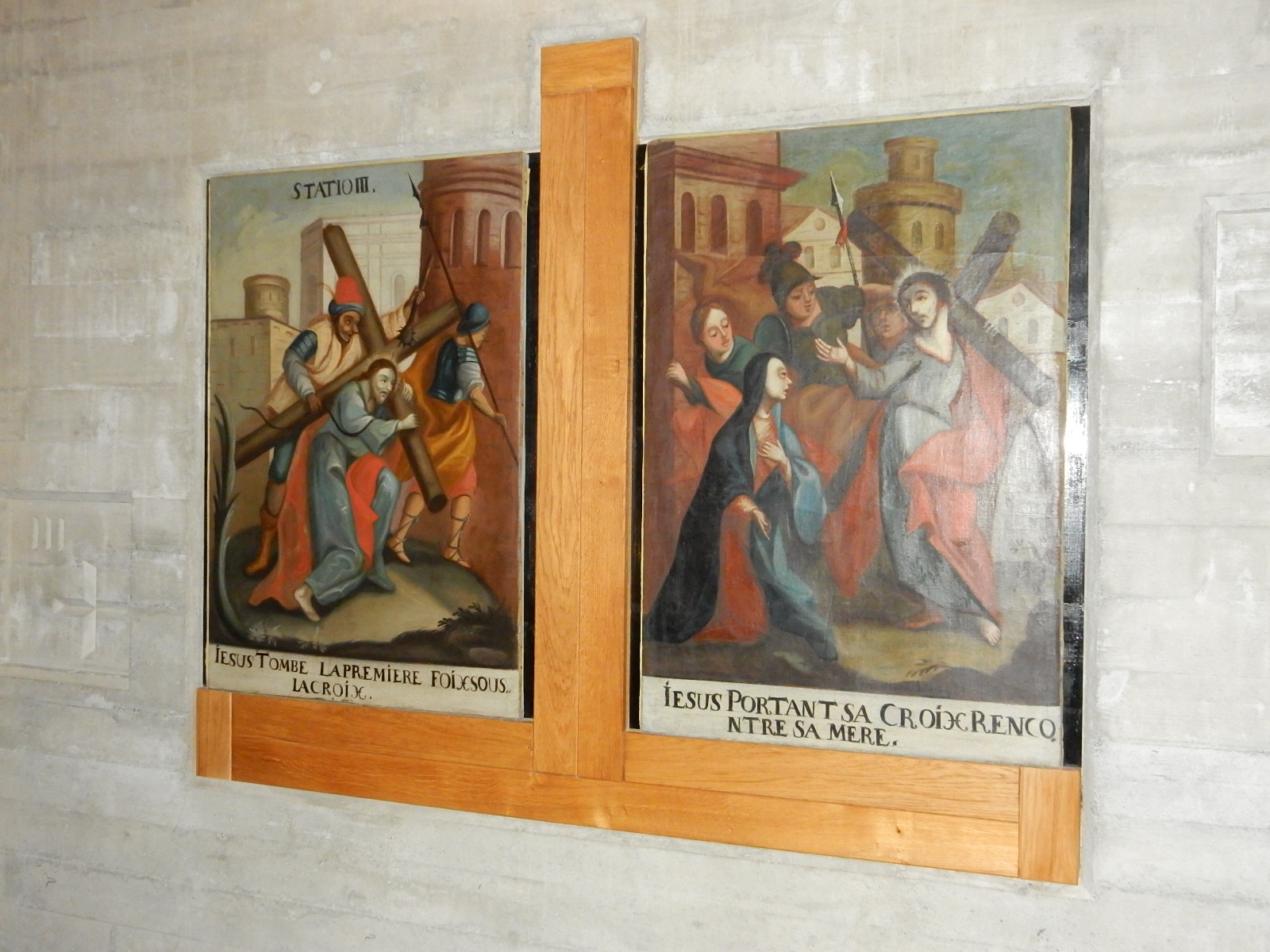
Chemin de croix (1774)
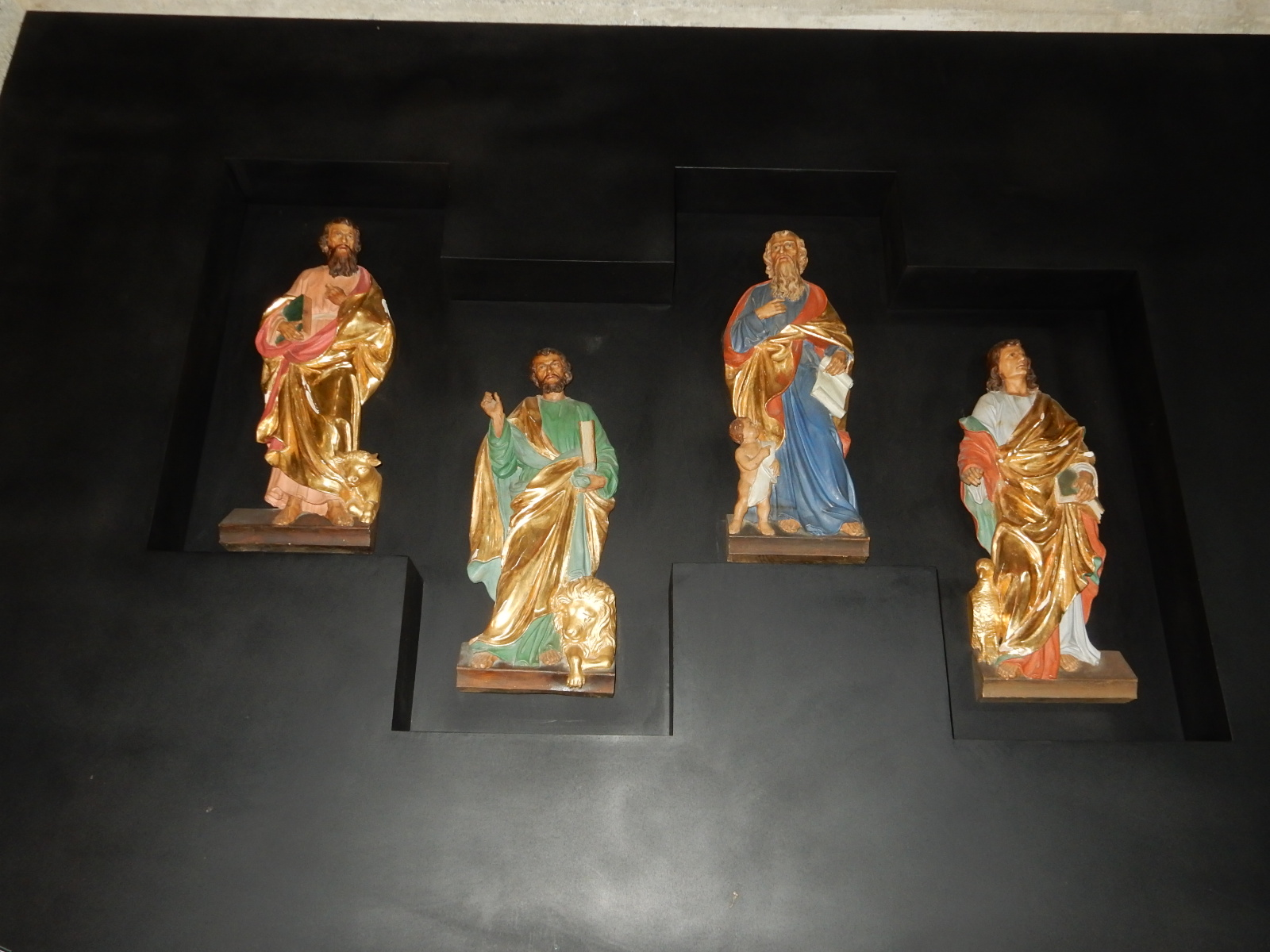
Évangélistes
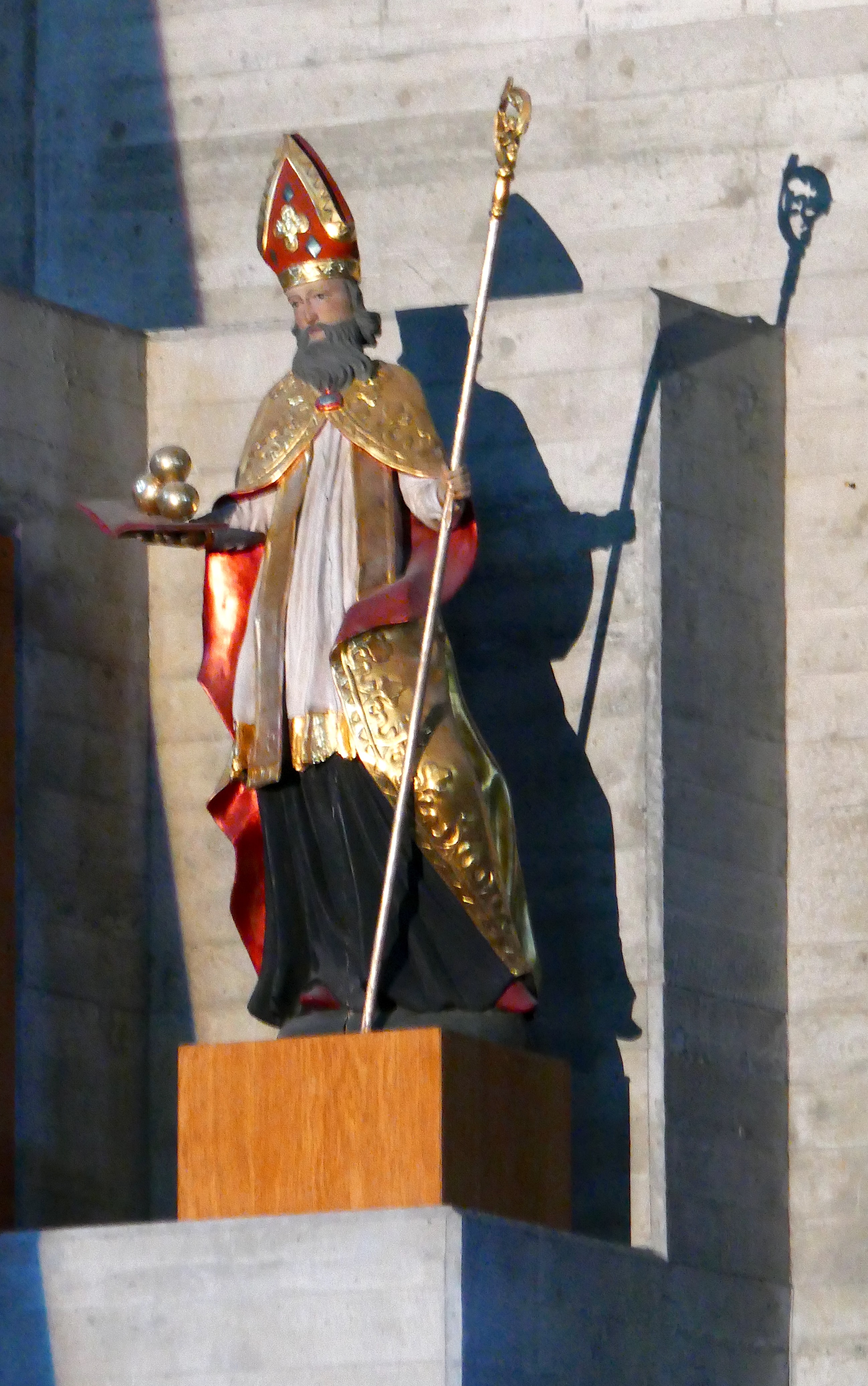
Saint-Nicolas
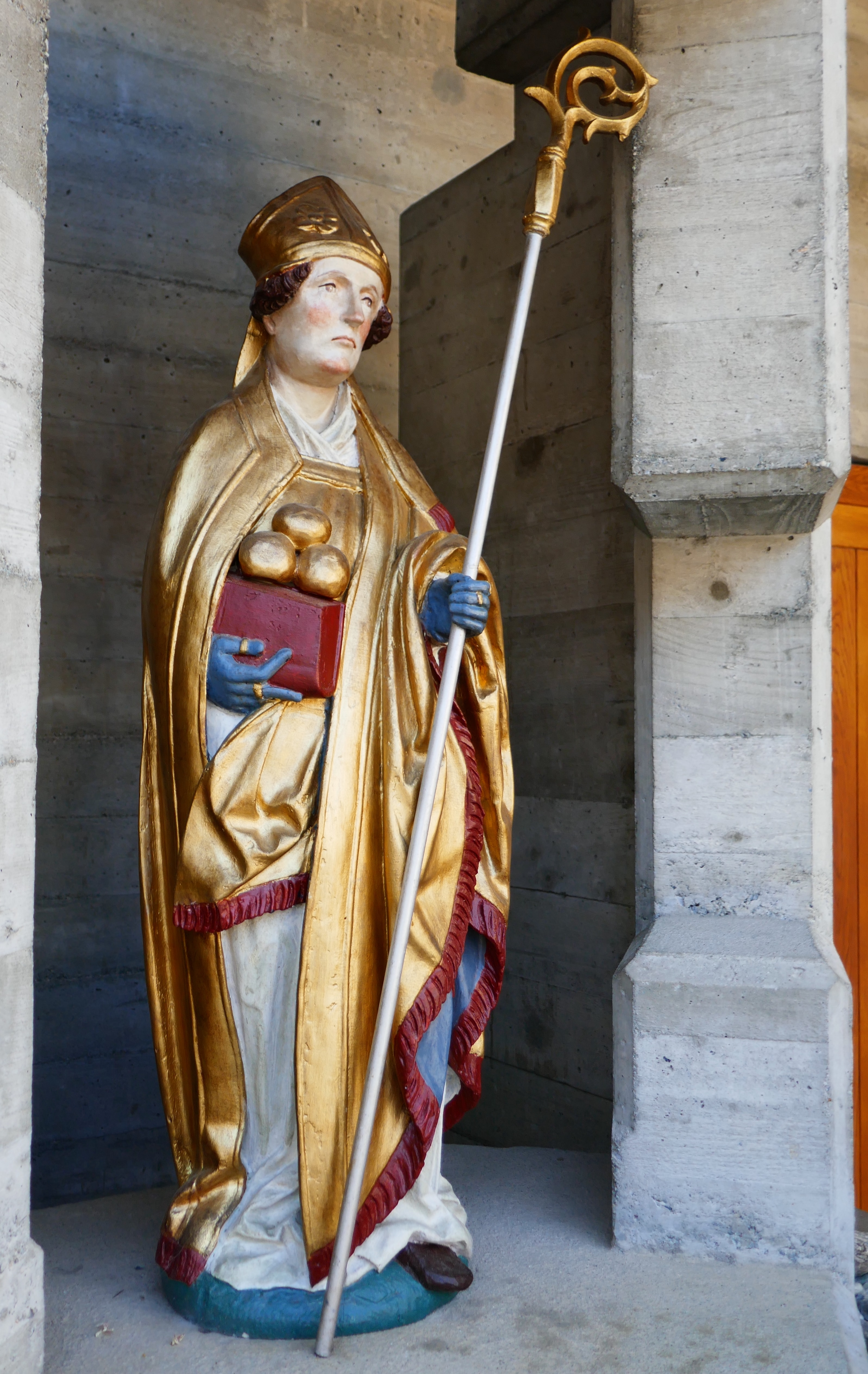
Saint-Nicolas
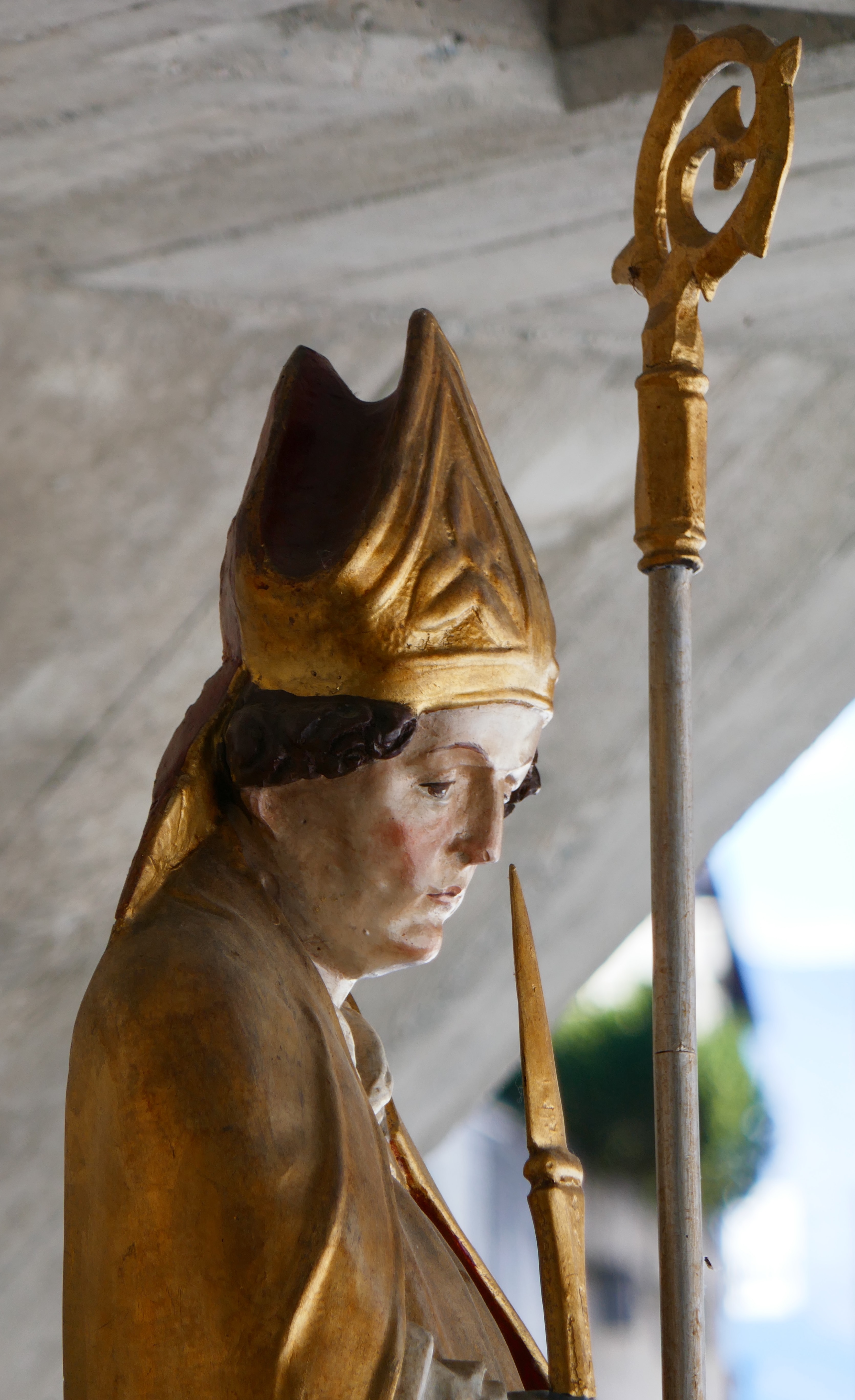
Saint-Théodule